# Мажит Гафури
Мажит Гафури (на башкирски: Мәжит Ғафури, на татарски: Мәҗит Гафури) е башкирски драматург, фолклорист, поет и писател на произведения в жанра лирика и драма, виден класик на съветската башкирска и татарска литература. Обявен е за първия народен поет на Башкирска АССР.

## Биография и творчество
Мажит Нурганиевич Гафури е роден на 8 юли 1880 г. в село Зилим-Караново, Стерлитамакска околия, губерния Уфа (сега Гафурийски район на Башкортостан), Руска империя, петото дете в семейство на учител. Според различни източници по националност е башкирец или татарин. Получава основно образование от баща си и 11-годишен започва да помага на баща си в обучението на деца. През 1893 г. постъпва в медресето (религиозно и схоластично училище) в съседното село Утяшево, където учи. През декември 1893 г. бащата му умира, а през пролетта умира и майка му. Мажит не се отказва от ученето, но няма средства и се връща в родното си село. Занимава се активно със самообразование, изучава езици, история, география.
В периода 1898 – 1904 г. преподава в медресето „Расулия“ в град Троицк. В свободното си време работи в златните мини на Рамееви, където се запознава с живота на миньорите. В периода 1904 – 1906 г. преподава в медресето „Мухаммадия“ в Казан, а в периода 1906 – 1908 г. в медресето „Галия“ в Уфа. През тези години събира образци на народно изкуство и се запознава с руската литература.
Пише първото си стихотворение „Шакирдам ишана“ през 1902 г. През 1904 г. в Оренбург е публикувана първата му книга „Сибирская железная дорога, или положение нации“.
Първата руска революция и нейните последици променят мирогледа на му. Стихотворенията „Нашите дни“, „Две птици“, „Богаташът“ (1905 – 1907) отразяват острия сблъсък на социалните класи. Дълбоките промени в мирогледа на поета са ясно изразени особено в стиховете „Завет от 1906 г. през 1907 г.“ и „Отговор от 1907 г.“.
Мажит Гафури активно се занимава със събирането и изучаването на башкирския фолклор. Една от версиите на башкирския епос „Заятуляк и Кюхилу“ е публикувана от него през 1910 г.
След Октомврийската революция той полага много усилия за организирането на периодичните издания на автономната Башкирска република – вестниците „Наш путь“, „Свобода“, „Борьба“, „Красный путь“, „Бедняки Востока“, „Урал“, „Башкортостан“, „Нова деревня“, и др. По време на Гражданската война основната тема на творчеството му е героизмът и революционната отдаденост. борба. През 1923 г. е удостоен със званието народен поет на Башкирска АССР.
През 1925 г. е публикувана неговата драма „Червена звезда“ за участието на работници и селяни в революционната борба. За нея авторът е отличен с първата награда за култура на Башкирия.
През 1928 – 1929 г. пише либретото за операта „Труженик“, която повлиява върху развитието на националната музикална драматургия.
До 1928 г. работи във вестник „Яна Авыл“ като коректор, журналист, пише поезия, проза, пиеси и публицистика.
Неговите стихотворения, повести, разкази и пиеси влизат в Златния фонд на световната литература.
Мажит Гафури умира на 28 октомври 1934 г. в Уфа, РСФСР, СССР.

## Памет
В Уфа има мемориална къща музей за поета Мажит Гафури. Къщата на улица „Гогол“ №28. е дарена от правителството на Башкирската АССР на поета във връзка с 20-годишнината от творческата му дейност. Тук той живее последните 11 години от живота си и тук са създадени много от известните му творби.
Учредена е и къща музей в родината на националния поет в село Зилим-Караново.
Пред сградата на театъра в Уфа е поставен негов паметник със скулптура създадена от народния художник на СССР, носителя на Ленинската награда Лев Кербел и архитекта Лев Хихлуха.
В град Ишимбай през 1967 г. е открит бюст на Гафури, който през 1974 г. е заменен от паметник.
Общественият фонд за култура в Уфа, носи името на Мажит Гафури.
На него е кръстен и Башкирския академичен драматичен театър в Уфа.
Името на поета носят географски обекти, улици (в Уфа, Ишимбай, Белорецк, Салават, Стерлитамак, Давлеканово, Казан, Кривой Рог, Снежинск и в други градове.), паркове, театри и др. обекти.

## Произведения

### На башкирски език
- Красная звезда (1925) – драма
- На золотых приисках поэта (1932) – повест
- Черноликие (1933) – повест
- Сейчас хорошо, раньше было трудно (1934) – разкази за деца

### На татарски език
- Жизнь в бедности (1904) – разкази
- Молодая жизнь (1906) – поезия
- Голодный год (1906) – разказ
- Любовь к нации (1907) – поезия
- Национальные стихи (1907)
- Сироты (1908) – разказ
- Стихи (1909)
- Бедняки (1909) – разказ
- Стихи времени (1909)
- Забытое преступление (1909) – разказ
- Человек и дьявол. Поэма. Уфа, 1910) – поема
- Заятуляк и Сусылу. Легенда (1910)
- Специальные национальные стихи для девушек (1910)
- Впечатления (1940) – поезия
- Несчётное богатство (1911) – разказ
- Страдание (1911) – поезия
- Любовные письма (1912) – разказ
- Что такое земство? (1912) – публицистика
- Басни (1913)
- Части литературы (1914) – разкази
- Солдатская вдова Хамида (1917) – разказ
- Красное знамя (1917) – поезия
- Пылающее сердце (1918) – поезия
- Золотоволосая (1919) – разказ
- Наёмник (1921) – разказ
- Рабочий (1921) – поема
- На горах Урала (1922) – разказ
- В когтях голода (1923) – поезия
- Красные кисти (1925) – поезия
- Красная звезда (1926) – пиеса
- Черноликие (1927) – повест
- Ночная смена (1927) – поезия
- В детстве (1927) – разкази
- Сейчас хорошо, раньше было трудно (1927) – разказ
- Ступени жизни (1930) – повест
- Потерянная собака (1930) – разказ
- Избранные произведения (1932)
- Стихи (1934)